# Goniasmatidae
Famille
Les Goniasmatidae sont une famille fossile de mollusques gastéropodes de la super-famille des Orthonematoidea.

## Liste des genres
Selon Paleobiology Database (22 janvier 2021) :
- † genre Akasakiella Nützel & Nakazawa, 2012
- † genre Cerithioides Haughton, 1859
- † genre Cerithiozone Nützel & Nakazawa, 2012
- † genre Cheilotomona Strand, 1928
- † genre Costataenia Nützel & Nakazawa, 2012
- † genre Goniasma  Tomlin, 1930
- † genre Murchisonietta Nützel et al. 2018
- † genre Stegocoelia Donald, 1889

Auxquels BioLib (22 janvier 2021) ajoute :
- † genre Erwinispira Nützel & Pan, 2005
- † genre Platyzona Knight, 1945

## Systématique
La famille des Goniasmatidae est créée en 2000 par Alexander Nützel (d) & Bandel (d),.

### Publication originale
- (en) Alexander Nützel et Klaus Bandel, « Goniasmidae and Orthonemidae: Two new families of the Palaeozoic Caenogastropoda (Mollusca, Gastropoda) », Neues Jahrbuch für Geologie und Paläontologie Monatshefte, vol. 2000, no 9,‎ septembre 2000, p. 557-569 (DOI 10.1127/njgpm/2000/2000/557)